# Луїджі Каньї
Луїджі Каньї (італ. Luigi Cagni, нар. 14 червня 1950, Брешія) — італійський футболіст, що грав на позиції захисника. По завершенні ігрової кар'єри — тренер.

## Ігрова кар'єра
Народився 14 червня 1950 року в місті Брешія. Вихованець футбольної школи клубу «Брешія». За першу команду дебютував у Серії А 25 січня 1970 року в грі з «Кальярі». У тому сезоні він зіграв загалом 8 ігор, які так і залишились єдиними для гравця у вищому дивізіоні, оскільки у наступні вісім років він грав за рідну команду у Серії Б, де стабільно був основним лівим захисником.

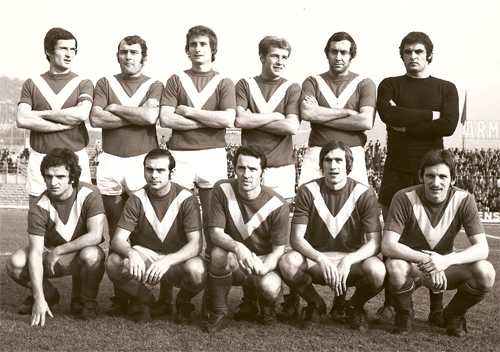
Луїджі (перший праворуч у нижньому ряду) у «Брешії» в сезоні 1971/72.

У 1978 році, у віці 28 років, Каньї перейшов в інший клуб другого дивізіону «Самбенедеттезе», з яким 1980 року вилетів у Серію С1. Після цього новий головний тренер Недо Сонетті вирішитв перевести Каньї на позицію ліберо, на якій Луїджі провів з командою наступні сім сезонів і в останні роки був капітаном. У сезоні 1980/81 років клуб з Сан-Бенедетто-дель-Тронто повернувся до Серії В, де став стабільним середняком на наступні роки. У 1986 році, після скандалу зі ставками, Луїджі дискваліфікували на 4 місяці за те, що він не повідомив про тих, хто намагався його підкупити. У 1987 році Каньї залишив «Самбенедеттезе», провівши загалом за кар'єру 16 сезонів у Серії Б і зігравши 483 матчів, що є рекордом дивізіону.
Завершив ігрову кар'єру у команді «Оспіталетто», за яку виступав протягом 1987—1988 років у Серії С2.

## Кар'єра тренера
Розпочав тренерську кар'єру відразу ж по завершенні кар'єри гравця, 1988 року, очоливши молодіжну команду «Брешії», а наступного року став головним тренером клубу «Чентезе» з Серії C2.
1990 року став головним тренером команди «П'яченца» з Серії C1. Під його керівництвом команда у першому ж сезоні вийшла до Серії Б, а у 1993 році вперше у своїй історії підвищилась до Серії А. Після вильоту 1994 року, Каньї допоміг команді відразу повернутись до еліти, вигравши Серію Б 1994/95, а в наступному році посів із командою 14 місце і зберіг їй прописку в Серії А.
Влітку 1996 року Каньї очолив новачка вищого дивізіону «Верону», але не зумів врятувати команду від вильоту, посівши передостаннє 17 місце. По ходу наступного сезону клуб продовжив невдалі виступи, через що у березні 1998 року Каньї був звільнений і надалі з поперемінним успіхом тренував інші команди Серії Б «Дженоа», «Салернітана» та «Сампдорія».
У лютому 2003 року Каньї повернувся в «П'яченцу», але не зміг врятувати команду від вильоту з Серії А. Тим не менш Луїджі залишився на чолі команди і в сезоні 2003/04 Серії Б, після закінчення якого залишив посаду через конфлікт з керівництвом, коли команда стала лише 8-ю і не змогла підвищитись у класі.
Згодом протягом 2004—2005 років очолював тренерський штаб клубу «Катандзаро» з Серії Б, а у січні 2006 року очолив вищолігове «Емполі». З командою у першому ж сезоні посів 8-ме місце, а вже наступного став сьомим, завдяки чому «Емполі» вперше у своїй історії вийшло до єврокубків. Втім сезон 2007/08 став для Каньї вкрай невдалим: команда у Кубку УЄФА вже в першому раунді сенсаційно вилетіла від «Цюриха» (2:1, 0:3), а в чемпіонаті у 13 стартових іграх мала 7 поразок, 4 нічиїх і лише, 2 перемоги (включаючи сенсаційні 1:0 на «Сан-Сіро» проти «Мілана»), через що у листопаді Каньї був звільнений. Тим не менш новий тренер Альберто Малезані не зумів виправити ситуацію, через що 31 березня 2008 року Каньї повернувся до команди, яка займала останнє місце в турнірній таблиці з 26 очками. Незважаючи на покращення гри, завдяки якому команда набрала 10 очок в останніх семи іграх, вона вилетіла до Серії B, незважаючи на перемогу над «Ліворно» з рахунком 2:1 в останній грі сезону.
29 травня 2008 року Каньї підписав контракт із «Пармою», яка щойно вилетіла до Серії Б. Набравши лише 6 очок у перших 6 матчах, вже 30 вересня 2008 року він був звільнений, коли команда посідала 14-те місце в турнірній таблиці.
6 жовтня 2011 року Каньї очолив інший клуб другого дивізіону «Віченцу», але через низькі результати був звільнений 4 березня 2012 року після виїзної поразки від «Варезе» (0:3). Тим не менш вже 29 квітня Луїджі повернувся до керівництва командою і за останні 5 ігор до закінчення чемпіонату набрав 10 очок, виводячи «Віченцу» до плей-аутів. Втім зазнавши там поразки від «Емполі» з рахунком 2:3 у матчі-відповіді, команда таки вилетіла до Лега Про Пріма Дівізіоне, після чого Каньї покинув клуб.
23 лютого 2013 року Каньї прийняв пропозицію попрацювати зі «Спецією», привівши її до 13 місця у Серії Б і по завершенні сезону покинув клуб.
На початку сезону 2015/16 років Каньї був призначений помічником тренера «Сампдорії» у штабі Вальтера Дзенги, свого колишнього партнера по «Самбенедеттезе» з 1980 по 1982 рік. Втім вже 2 вересня, після вибуття в Ліги Європи та перших двох турів чемпіонату, він був звільнений, ймовірно, через конфлікт із Дзенгою.
12 березня 2017 року Каньї був призначений новим головним тренером свого рідного клубу «Брешія», замінивши звільненого Крістіана Броккі. У дванадцяти турах до кінця чемпіонату він здобув чотири перемоги, сім нічиїх і зазнав лише одну поразку 1:3 від СПАЛа, який тоді став чемпіоном, і допоміг команді посісти 15 місце в Серії B 2016/17 та врятуватись від вильоту, після чого залишив клуб.

## Досягнення
- Переможець Серії С1: 1990/91 (група A)
- Переможець Серії Б: 1994/95